# Pintor de Ifigenia

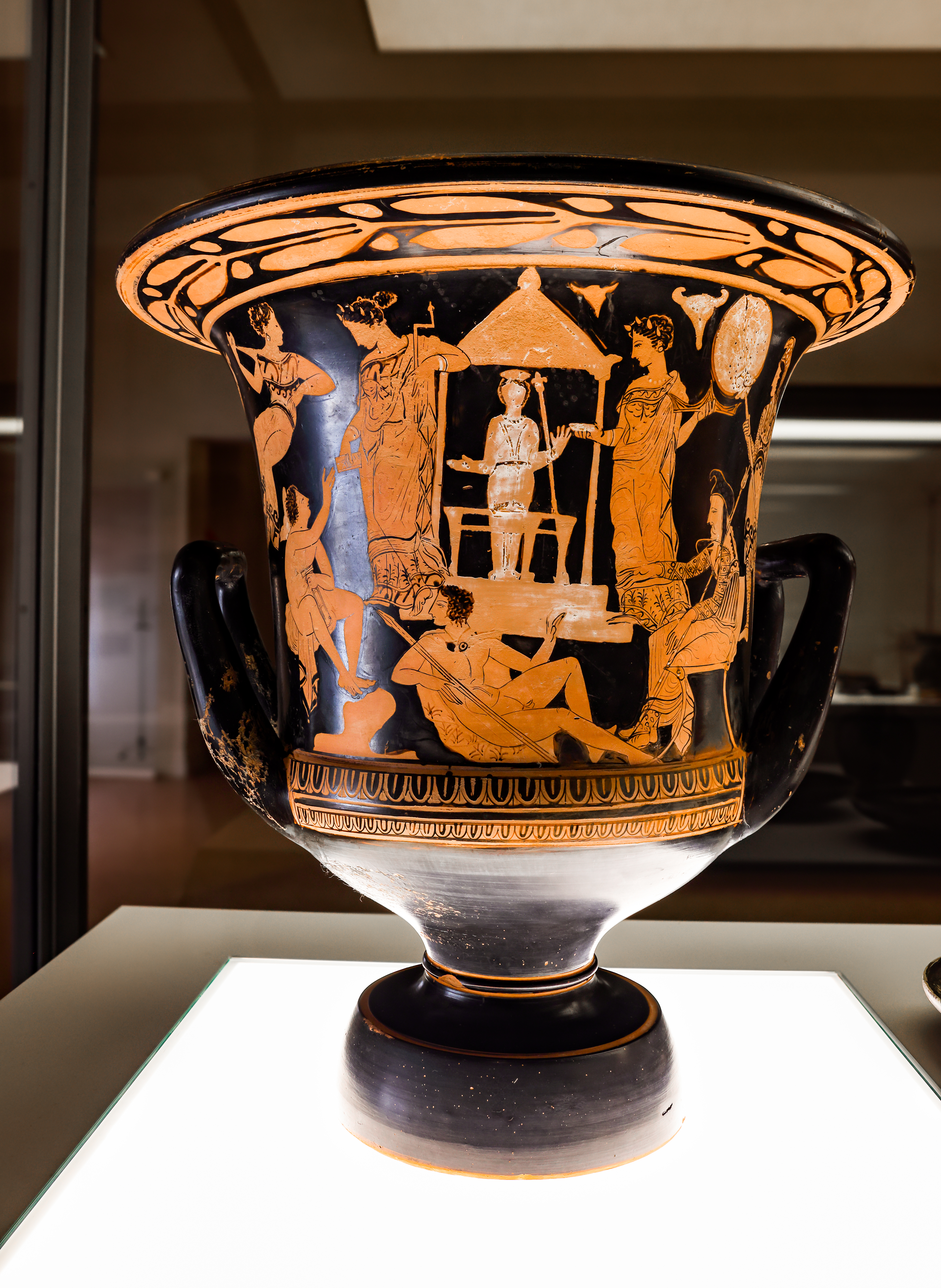
Crátera de cáliz ática de figuras rojas, Ifigenia en Táuride, c. 390 – 380 a.C, Museo Archeologico Nazionale 3032, Ferrara.

Pintor de Ifigenia es el nombre convenido de un pintor ático de vasos de figuras rojas, activo entre aproximadamente el 400 y el 380 a. C.
El nombre del Pintor de Ifigenia deriva de la representación de Ifigenia en su crátera de cáliz de figuras rojas  decorado a mano, que data del 390-380 a. C. y que se conserva en el museo de la ciudad de Ferrara (Museo Archeologico Nazionale 3032). Basado en su estilo pictórico, también se le atribuye la decoración de un fragmento de una crátera de campana de Larnaca (Larnaca, Museo 4802) y un fragmento de una crátera de Heidelberg (Antikensammlung der Universität Heidelberg 231A).
La crátera de cáliz de figuras rojas de Ferrara, descubierta en una tumba (n.º 1145, datada a principios del siglo IV a. C.) en una necrópolis cerca de Espina (en el valle de Trebba), está decorada con una representación de un episodio del ciclo troyano según la versión dada por Eurípides en la tragedia Ifigenia entre los tauros. El punto focal del vaso es el santuario de Artemisa con una estatua de culto. A su izquierda se encuentra Ifigenia, elegantemente vestida, sosteniendo en su mano izquierda una llave del templo con cuentas colgando de ella (el símbolo tradicional de una sacerdotisa) y en su derecha una carta; al otro lado del santuario, Pílades, sentado junto a una roca, extiende la mano para coger una hoja, y en primer plano se encuentra Orestes, yacente. Ambos están representados desnudos con el atuendo del peregrino: el característico sombrero (pétaso), manto y lanza, que también puede servir de bastón. La escena también presenta al rey Toas,, ricamente vestido, abanicado por un sirviente. Este es un ejemplo de cómo los pintores de vasos lograron colocar diferentes etapas temporales en un mismo plano visual. En la versión de Eurípides, Toante no entra en escena hasta mucho después (IT 1153-1489), pero aquí el artista ofrece al público una narración sinóptica o simultánea. El desarrollo de la trama en un paisaje mítico y exótico, motivo recurrente en el teatro griego, se refleja en el uso de vestuario oriental. En el lado opuesto de la crátera se representan dos sátiros danzando alrededor de su compañero sentado. La datación de la tumba también se confirma con dos enócoes del Pintor de los huevos marrones, decorados con escenas de palestra.